# Fan Chunling
Fan Chunling (chinesisch 樊春玲; * 2. Februar 1972) ist eine ehemalige chinesische Fußballspielerin.

## Karriere
Zumindest zur Zeit der Olympischen Spiele 2000 war sie Teil der Mannschaft von Beijing Chengjian.

### Nationalmannschaft
Bereits beim Algarve-Cup 1997 gehörte sie zur chinesischen A-Nationalmannschaft. Mit dieser nahm sie dann auch an der Weltmeisterschaft 1999 und schaffte es mit ihrer Mannschaft bis ins Finale, scheiterte hier jedoch am Ende an Deutschland. Ihr letztes bekanntes Turnier war im Anschluss, dass bei den Olympischen Spielen 2000, wo sie jedoch keinen Einsatz bekam.